# Oncidium croesus
Oncidium croesus là một loài phong lan đặc hữu của Brasil (Pernambuco tới Rio de Janeiro).

## Hình ảnh

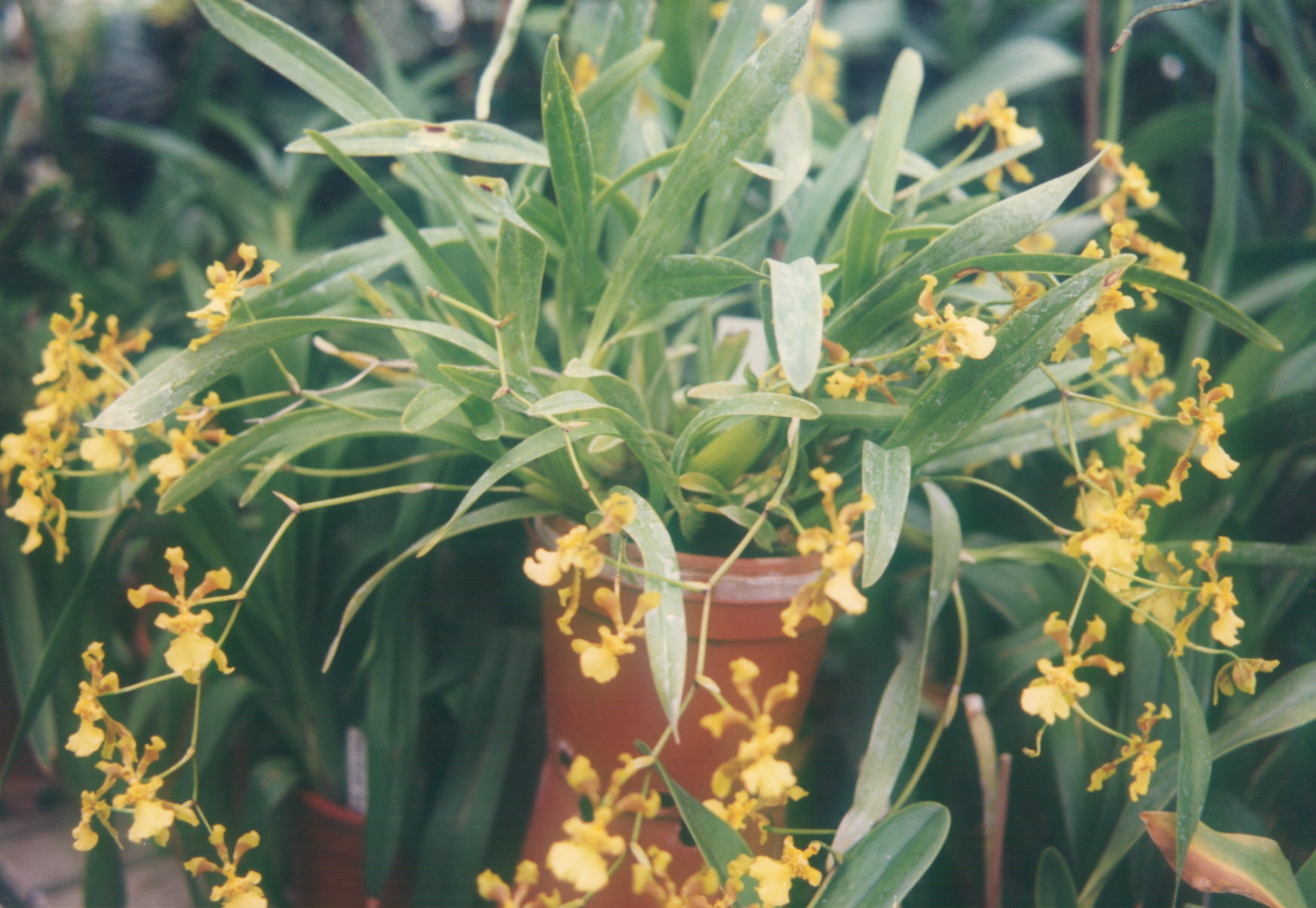
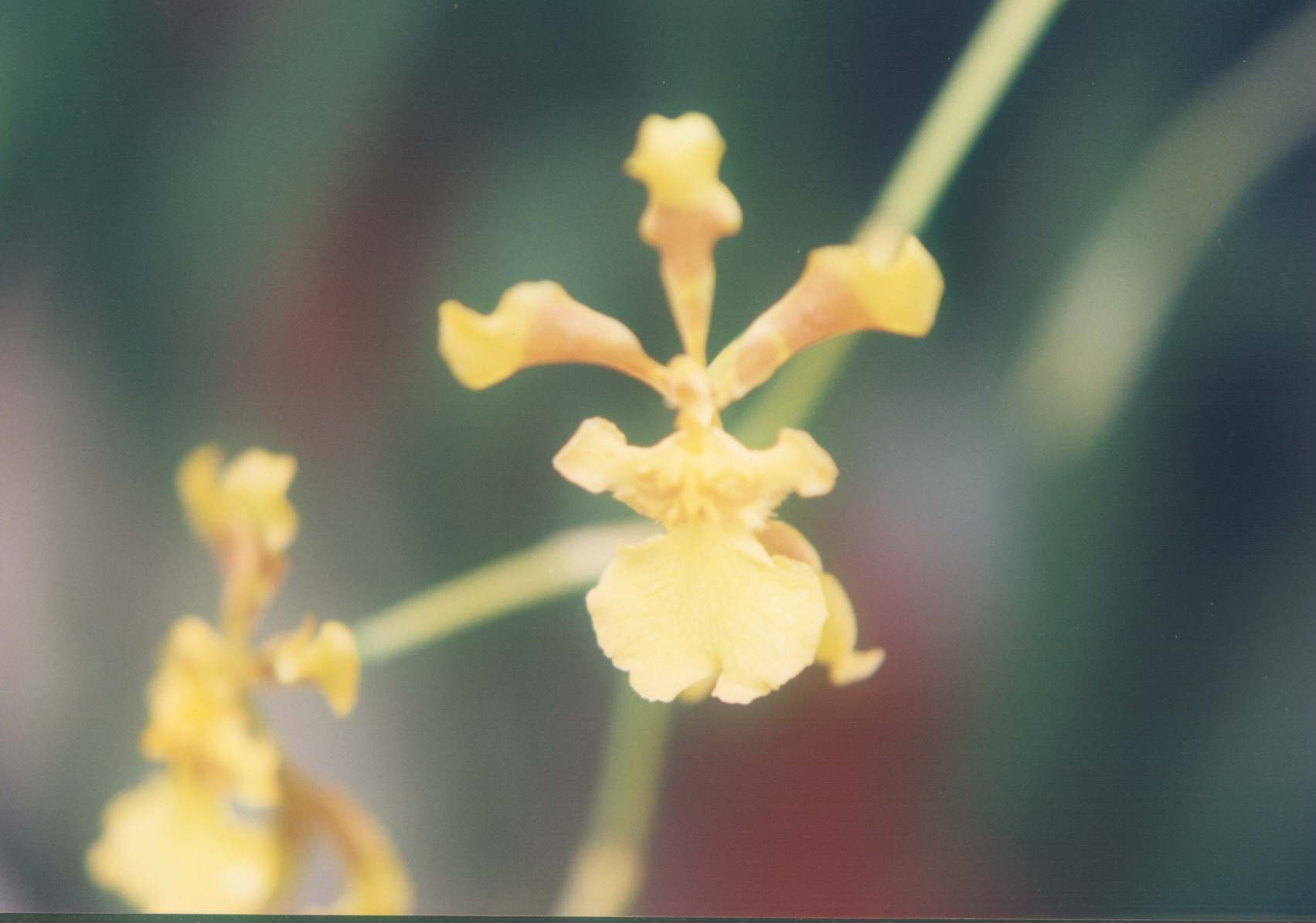